# シー・シー・シー
「シー・シー・シー」は、日本のグループ・サウンズ、ザ・タイガースの楽曲で、6枚目のシングル。1968年7月5日に発売。

## 概要
当初、A面曲として作詞：橋本淳、作曲：すぎやまこういちの「南の島のカーニバル」が用意されていたが、不採用となった。なお、不採用となった「南の島のカーニバル」は、1990年発売の『ザ・タイガース / PERFECT CD BOX』(10枚組）内のアルバム『レジェンド・オブ・ザ・タイガース』に収録された。
シングルはオリコン調べで50.8万枚を売り上げた。

## 収録曲
1. シー・シー・シー (C－C－C) [2:53]
作詞:安井かずみ　作曲:加瀬邦彦
  - オリジナル・アルバム未収録だが、それに準ずる編集盤『THE TIGERS AGAIN』に収録された。
2. 白夜の騎士 (Knight in the night) [3:00]
作詞:有川正子[3]（補作:橋本淳）　作曲:すぎやまこういち
  - 歌詞は、フジテレビ『若さで歌おう ヤアヤアヤング!』の募集歌である。

## 「シー・シー・シー」のカヴァー
- 若槻千夏
  - 2003年、シングル「愛のカケラ」のカップリングに収録。
- 近田春夫&ハルヲフォン
  - 2008年、アルバム『リメンバー・グループ・サウンズ』収録。